# سازمان سما
سازمان مراکز آموزش‌های عمومی و مهارتی(سما) سازمانی غیردولتی برای توسعه و گسترش آموزش‌های عمومی و مهارتی در ایران است.

## تاریخچه
سازمان سما، سازمانی وابسته به دانشگاه آزاد اسلامی است که با هدف کمک به وزارت آموزش و پرورش در سال ۱۳۷۰ تأسیس گردید، این سازمان با توجه به تنوع مخاطبان خود همواره از ویژگی منحصر به فردی برخوردار بوده است. سازمان سما به واسطه ۸۰۰ مدرسه دخترانه و پسرانه در تمام مقاطع تحصیلی تحت پوشش خود وظیفه خدمت به ۱۴۰ هزار نفر از دانش آموزان را دارد. هدف سازمان افزایش کمی و کیفی مدارس در تمام مقاطع و افزایش تعداد دانش آموزان تحت پوشش در سراسر ایران است.
در سال ۱۳۷۰ که آموزش و پرورش با محدودیت‌هایی از نظر توسعه فضای آموزشی روبرو بود از طرف عبدالله جاسبی ریاست وقت دانشگاه آزاد اسلامی طرح جامعی برای توسعه مدارس غیرانتفاعی کشور ارائه شد. متعاقب آن بر اساس توصیهٔ هاشمی رفسنجانی رئیس‌جمهور وقت و رئیس هیئت امنای دانشگاه آزاد اسلامی، فعالیت‌های سازمان «سما» شکل گرفت. در سال ۱۳۷۳ رئیس دانشگاه آزاد اسلامی توسعه مدارس سما و توجه مسئولان به تربیت اسلامی و علمی دانش آموزان را یکی از محورهای حرکت دانشگاه اعلام داشت. اینک تعداد ۸۰۰ مدرسه دخترانه و پسرانه در تمام مقاطع تحصیلی با بیش از ۱۴۰ هزار دانش آموز در بیش از ۱۰۰ شهر کشور اعم از بزرگ و کوچک، از مرکز تا نقاط محروم در امر تعلیم و تربیت جوانان جامعه فعالیت می‌کنند که اکثراً به لحاظ آموزشی و پرورشی از سطح خوبی برخوردار و از نظر اقتصادی درمجموع خودکفا هستند. در اساسنامه این سازمان آمده است: «سازمان مؤسسه‌ای غیرخصوصی و غیردولتی است و هیچ‌یک از ارکان سازمان، مدیران، مسؤولان و کارکنان آن هیچ‌گونه حق مالکیت و حق انتفاع شخصی از اموال سازمان را ندارند و اموال مزبور منحصراً با توجه به مفاد این اساسنامه و سایر مقررات حاکم و با رعایت مصالح سازمان صرف هزینه‌ها و پیشرفت وتوسعه فعالیت‌های آن خواهد شد.» و همچنین موارد و موضوعاتی که در این اساسنامه پیش‌بینی نشده است مشمول مقررات دانشگاه آزاد اسلامی خواهد بود.

## ارکان سازمان
- رئیس دانشگاه آزاد اسلامی به عنوان رئیس شورای سازمان
- شورای سازمان
- معاون علوم تربیتی و مهارتی دانشگاه آزاد اسلامی و رئیس سازمان